# Mękarzowice (Sainte-Croix)
Pour les articles homonymes, voir Mękarzowice.
Mękarzowice est une localité polonaise de la gmina de Czarnocin, située dans le powiat de Kazimierza en voïvodie de Sainte-Croix.